# Öresundsspelen
Öresundsspelen er et af Europas største ungdomsstævner i atletik.
Stævnet, der er åbent for alle fra 10 år til seniorer, har været afholdt hvert år siden 1963 og afvikles på Hedens Idrottsplats i Helsingborg i juli måned med IFK Helsingborg som arrangør. I løbet af tre dage foretager omkring 2000 deltagere 3000 starter. De fleste deltagere er fra Sverige, men der er også mange deltagere fra andre nordiske lande og resten af Europa. I 2010 havde Öresundsspelen deltagere fra tolv lande. Stævnet havde sin storhedstid i 1970'erne, 1980'erne og 1990'erne. Dengang var det Europas største ungdomsstævne i atletik – en position, som i dag er overtaget af Världsungdomsspelen i Göteborg.

## Ekstern henvisning
- Öresundsspelen Arkiveret 7. november 2017 hos  Wayback Machine (svensk) (engelsk)

| Atletik | Spire Denne artikel om atletik er en spire som bør udbygges. Du er velkommen til at hjælpe Wikipedia ved at udvide den. |